# Kakeru Funaki
Kakeru Funaki (舩木 翔 Funaki Kakeru?, nacido el 13 de abril de 1998 en Nara) es un futbolista japonés que se desempeña como defensa en el Cerezo Osaka de la J1 League.

## Trayectoria

### Clubes
| Club                  | País  | Año    |
| --------------------- | ----- | ------ |
| Cerezo Osaka sub-23   | Japón | 2016   |
| Cerezo Osaka          | Japón | 2017 - |
| Júbilo Iwata (cedido) | Japón | 2020   |

## Estadística de carrera

### J. League
| Club                | Año   | J. League | J. League | Copa J. League | Copa J. League | Total | Total |
| Club                | Año   | Part.     | Goles     | Part.          | Goles          | Part. | Goles |
| ------------------- | ----- | --------- | --------- | -------------- | -------------- | ----- | ----- |
| Cerezo Osaka        | 2016  | 0         | 0         | -              | -              | 0     | 0     |
| Cerezo Osaka        | 2017  | 0         | 0         | 5              | 0              | 5     | 0     |
| Cerezo Osaka sub-23 | 2016  | 5         | 0         | -              | -              | 5     | 0     |
| Cerezo Osaka sub-23 | 2017  | 12        | 0         | -              | -              | 12    | 0     |
| Total               | Total | 17        | 0         | 5              | 0              | 22    | 0     |